# Hagestein
Hagestein ist eine Stadt in der niederländischen Gemeinde Vijfheerenlanden in der Provinz Utrecht, Teil des landschaftlichen Gebiets „Vijfheerenlanden“ und liegt am Südufer des Lek. Bis 1986 war die Stadt eine eigenständige Gemeinde und bis 2002 war sie mit dem restlichen Teil der Gemeinde Vianen der Provinz Südholland unterstellt. Seit dem 1. Januar 2019 ist Hagestein Teil der Gemeinde Vijfheerenlanden.

## Geschichte
Vor 1820 war Hagestein bereits Teil von Utrecht. Vor dem Bau des Schlosses Hagesteins hieß die Siedlung Gasperde(n).
1251 stellte Gutsherr Gijsbert van Gevengoye das Schloss Hagestein Otto II. von Geldern zur Verfügung, der ihm das Schloss wieder als Lehen zurückgab. Im 14. Jahrhundert verlieh Hagestein Jan V. van Arkel der Siedlung Gasperden die Stadtrechte. 1405 eroberte Graf Wilhelm VI. von Holland die Stadt, zerstörte sie und auch das Schloss. Dadurch gingen die Stadtrechte verloren.
Friedrich III., Bischof von Stift Utrecht, hatte mitgeholfen bei der Eroberung von Hagestein. Der Ort wird dem Domkapitel des Stifts unterstellt. Die Kapitel ließen 1583 ein neues Schloss bauen, das 1855 niedergerissen wurde.
Hagestein ist vor allem bekannt wegen des Stauwehrs im Lek.